# Latva (république de Carélie)
Latva (en carélien : Ladva, en finnois : Latva, en russe : Ладва, Ladva) est une municipalité rurale du raïon des rives de l'Onega en république de Carélie.

## Géographie
La municipalité de Latva est située le long de la rivière Jyvenjoki, à l'est de la voie ferrée de Mourmansk, à environ 60 kilomètres au sud de Petroskoi.
La municipalité de Latva est bordée au nord par Puujoki, à l'est par Šokšu, à l'ouest par Latva-Vetka et au nord-ouest par Uusikylä.
La majeure partie de la zone est forestière.
Suoju est arrosée par les rivières Suojoki et Padas.
Ses lacs majeurs sont Ukšjärvi, Surmalahti (Surgubskoje), Kentjärvi, Lohmoijärvi et Urozero.

## Démographie
Recensements (*) ou estimations de la population
| 2009  | 2013  | 2015  | 2017  |
| ----- | ----- | ----- | ----- |
| 2 708 | 2 235 | 2 182 | 2 139 |

| 2019  | 2021  | - | - |
| ----- | ----- | - | - |
| 2 059 | 1 994 | - | - |

## Galerie

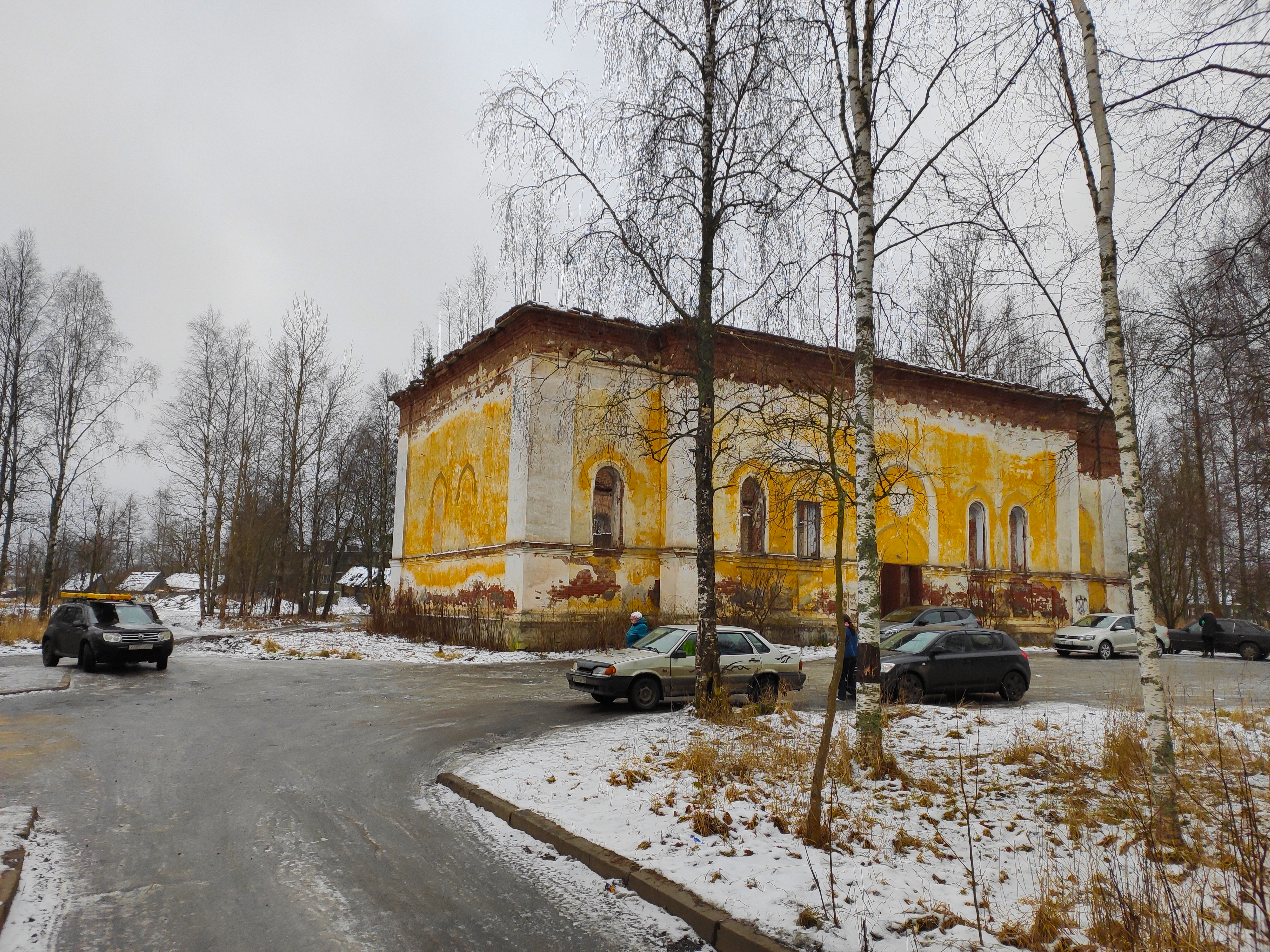
Église Saint-Nicolas le Merveilleux.
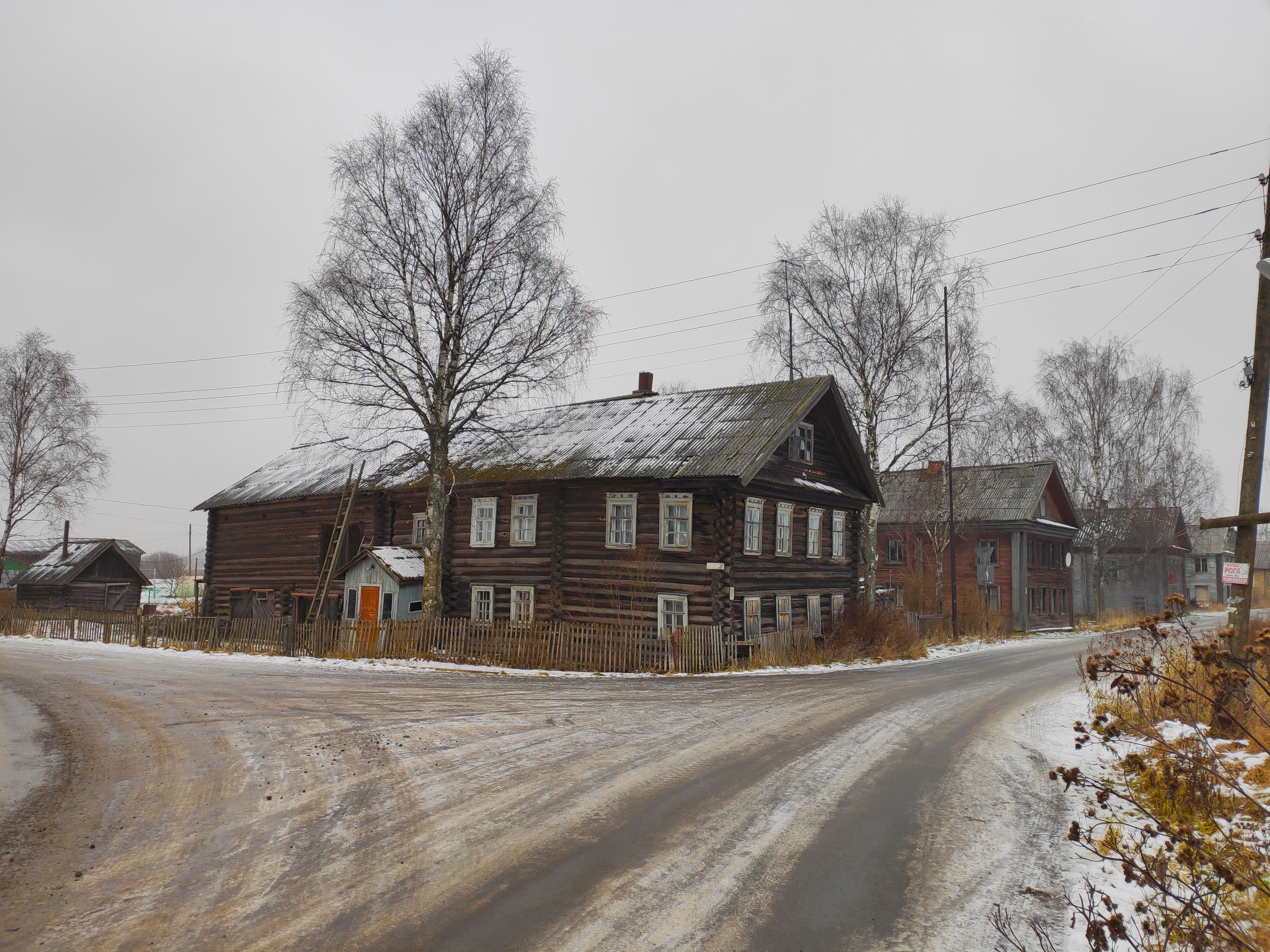
Rue Komsomolskaïa, 112.
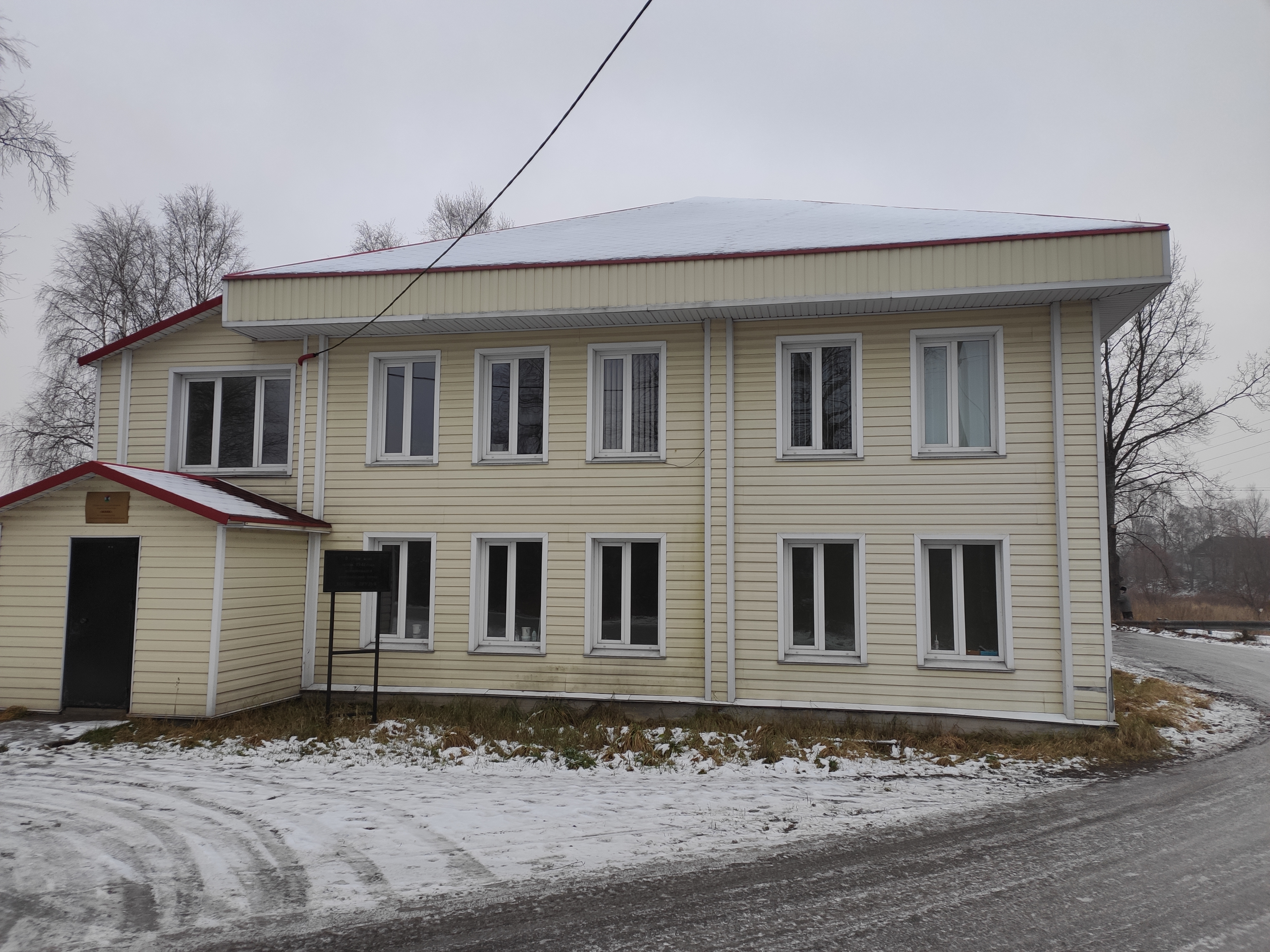
Rue Komsomolskaïa, 127.
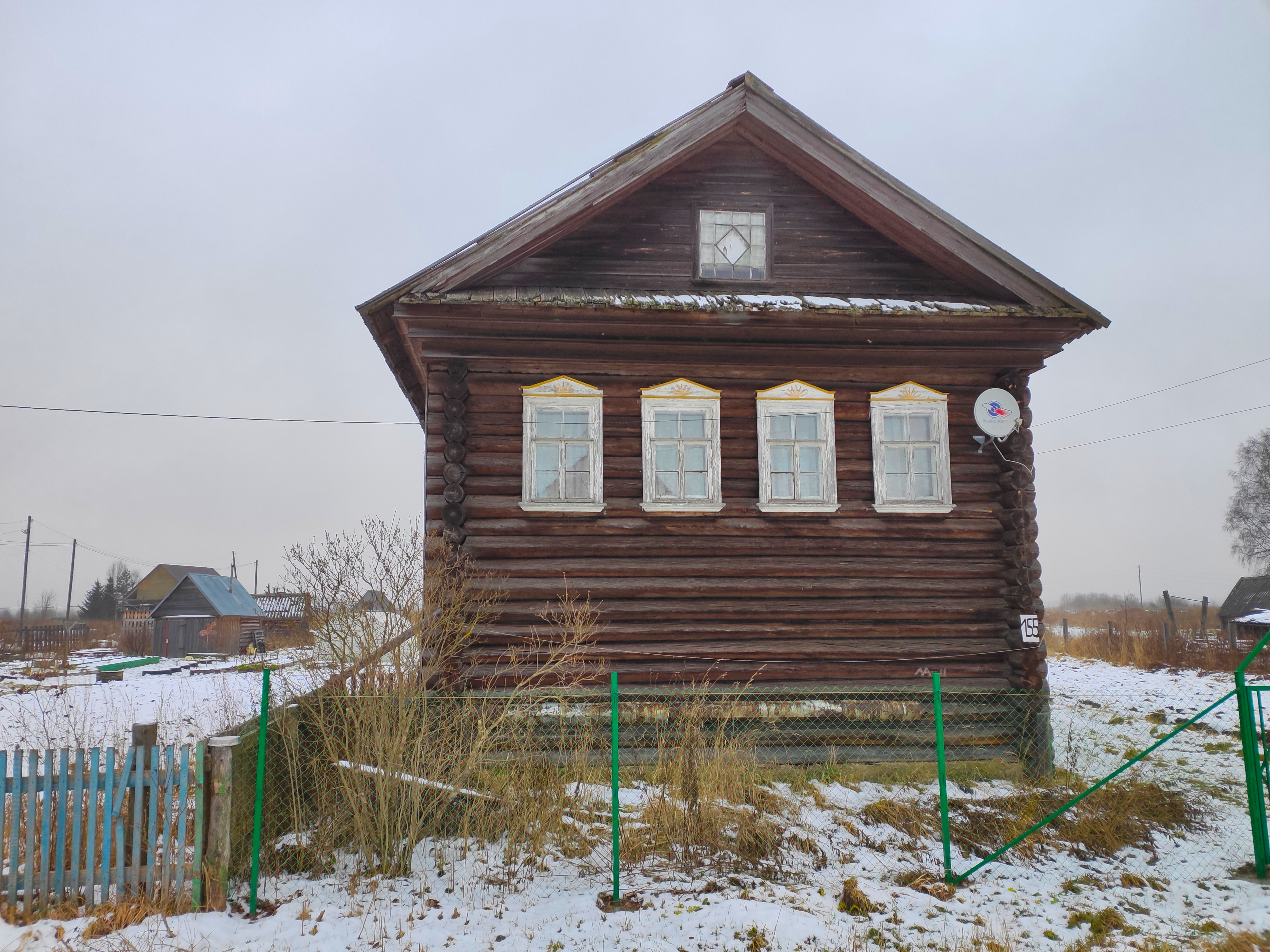
Rue Komsomolskaïa, 155.
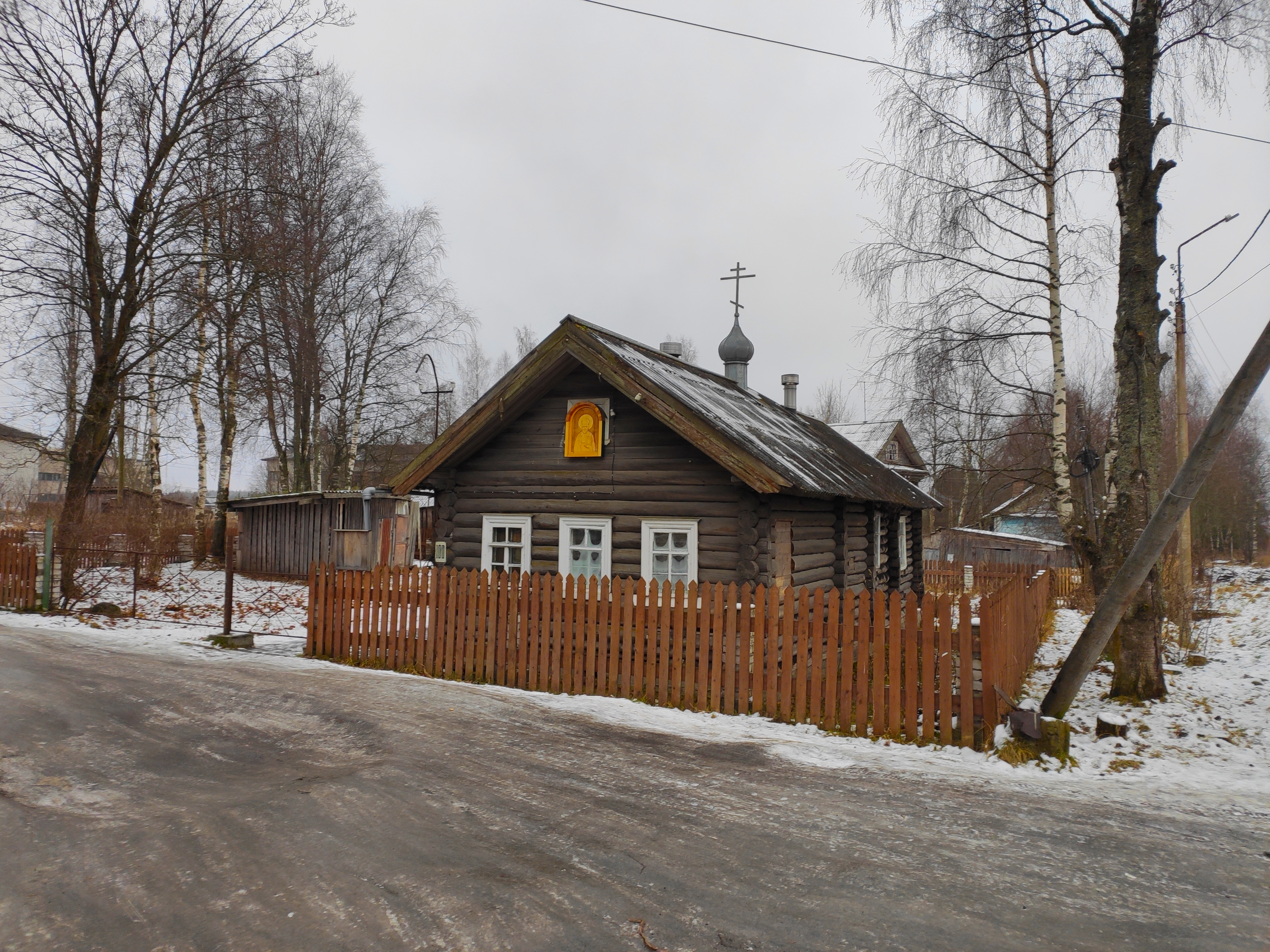
Rue Sovetskaya, 100 (église votive).
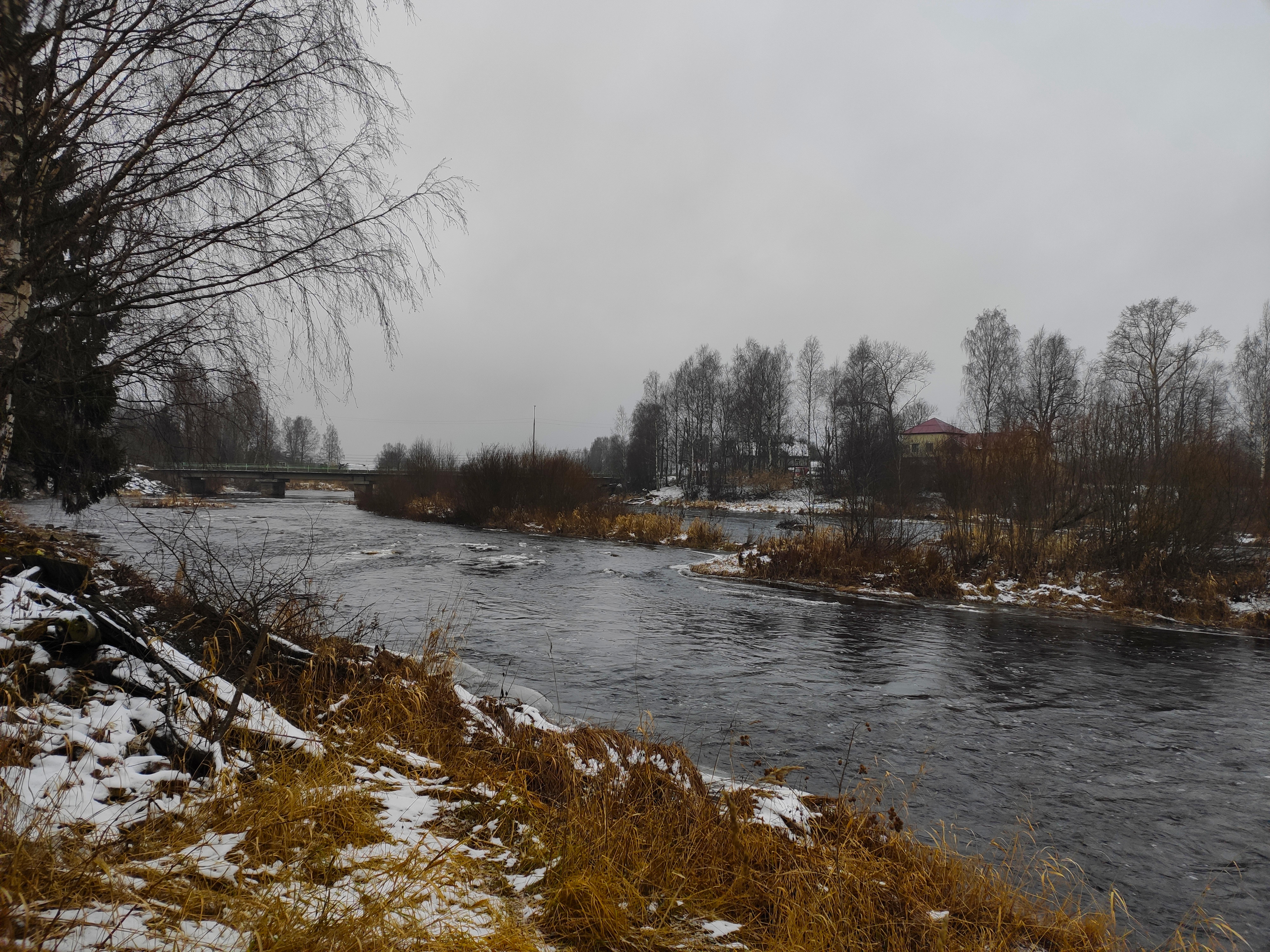
Pont routier sur l'Ivina.